# Estany d'en Gombau
L'Estany d'en Gombau és un llac d'origen glacial del Massís del Carlit, situat a 2.326,5, dins del terme comunal d'Angostrina i Vilanova de les Escaldes, de l'Alta Cerdanya, a la Catalunya del Nord.
És a l'est del Carlit. Rep la seva aigua dels rierols que baixen d'aquest darrer cim i dels estanys de Sobirans i de Trebens, que són per damunt seu, a l'oest. És el tercer en alçada del conjunt d'estanys de la capçalera del Riu d'Angostrina, i està pràcticament unit als seus veïns per tots dos costats. Per dessota seu té l'Estany del Castellar, l'Estany de les Dugues, l'Estany de Vallell, l'Estany Llong, l'Estany Llat, cap al sud-oest, i l'Estany de la Comassa, l'Estany Sec, l'Estany del Viver i l'Estany Negre cap al sud-est. Les aigües d'aquests estanys inferiors s'uneixen a les Basses d'en Gombau, d'on davalla cap al sud el Riu d'Angostrina.